# Onbevlekt Hart van Mariakerk (Boekend)
De Onbevlekt Hart van Mariakerk is de parochiekerk van Boekend in de Nederlandse provincie Limburg. De kerk ligt aan de Heymansstraat 140.

## Geschiedenis
Oorspronkelijk viel Boekend onder de Lambertusparochie van Blerick en later onder de Antoniusparochie van dezelfde plaats. De weg naar Blerick werd echter in 1944 gevaarlijk door landmijnen en later door oorlogsgeweld. Daarom werd te Boekend een noodkerk in gebruik genomen. In 1946 werd Boekend verheven tot rectoraat. In 1953 werd een kerk gebouwd, en Jacques Grubben was architect.
De kerk is tot op heden in gebruik bij de parochie Onbevlekt Hart van Maria, onderdeel van de Parochiefederatie Regio Blerick.

## Gebouw
Het betreft een bakstenen zaalkerk met apsis en een zijbeuk aan de noordzijde. Het geheel doet enigszins aan een vroegchristelijke basilica denken, met ronde bogen, en een cassetteplafond dat echter licht gebogen is. Het interieur kenmerkt zich door schoon metselwerk. De voorgevel kent twee rondbogige ingangsportalen, waarboven zich een rond venster bevindt dat van glas-in-lood is voorzien. Een toren ontbreekt maar op het dak, bij de overgang van schip naar koor, bevindt zich een dakruiter. Links van de ingang bevindt zich een achtzijdige doopkapel, gedekt door een tentdak.
Het orgel is een Vermeulen-orgel uit 1949, destijds gebouwd voor de noodkerk van de Antoniusparochie te Blerick.